# 卡姆卡 (霍爾梅市鎮)
51°53′53″N 32°32′18″E / 51.89806°N 32.53833°E
卡姆卡（烏克蘭語：Камка），是烏克蘭中部的村落，隸屬切爾尼戈夫州科留基夫卡区霍爾梅市鎮，距離霍爾梅約5.5公里，距離科留基夫卡約35公里，距離切爾尼希夫約120公里，始建於1600年，面積1.63平方公里，海拔高度168米，2001年人口330，人口密度每平方公里203.1人。